# Artesonraju
L'Artesonraju est l'un des quelque cinquante pics de la Cordillère Blanche dans les Andes péruviennes. Il est situé dans la région d'Ancash près de la ville de Caraz, dans le parc national de Huascarán.
Il a une forme pyramidale et est complètement couvert de glace et de neige en hiver. On retrouve cette forme pyramidale caractéristique sur le célèbre logo du plus ancien studio hollywoodien, la Paramount Pictures, dont le mont entouré d'étoiles serait l'Artesonraju,.
L'Artesonraju possède deux voies principales d'ascension : la première par la face nord, depuis la vallée de Santa Cruz, la deuxième par la face sud-est depuis le lac Parón. Cette dernière requiert une grande expérience en escalade sur glace avec un dénivelé de 1 200 mètres avec une pente comprise entre 45 et 55 degrés, atteignant parfois les 70 degrés.
Les avalanches sont fréquentes au début de la saison d'escalade.

## Ascensions
L'Artesonraju est gravi pour la première fois le 19 août 1932 par Erwin Hein et Erwin Schneider. Hein et Schneider font partie de l'expédition organisée par le Club alpin germano-autrichien (DuOeAV).